# Erwin Moritz Herbert Guttmann
Erwin Moritz Herbert Guttmann (* 15. August 1909 in Grünberg/Schlesien; † 25. Dezember 1980 in Bamberg) war ein deutscher Komponist im Schach.
Guttmann hat 621 Schachaufgaben komponiert. Er bevorzugte Minimalprobleme, das sind Stellungen, bei denen Weiß außer seinem König nur noch einen Stein besitzt. 1962 veröffentlichte er im Walter Rau Verlag das Buch Minimalprobleme. Hier findet man 215 Schachaufgaben, viele davon von Guttmann selbst. Auch für Die Schwalbe schrieb er mehrfach Artikel, beispielsweise im Januar 1960 und im Juni 1963 mit dem Titel Thema mit Variationen.
|   | a | b | c | d | e | f | g | h |   |
| 8 |   |   |   |   |   |   |   |   | 8 |
| 7 |   |   |   |   |   |   |   |   | 7 |
| 6 |   |   |   |   |   |   |   |   | 6 |
| 5 |   |   |   |   |   |   |   |   | 5 |
| 4 |   |   |   |   |   |   |   |   | 4 |
| 3 |   |   |   |   |   |   |   |   | 3 |
| 2 |   |   |   |   |   |   |   |   | 2 |
| 1 |   |   |   |   |   |   |   |   | 1 |
|   | a | b | c | d | e | f | g | h |   |

Lösung:
1. Dc8! droht Df5 matt 

1. … Lc2 falls 1. … Lg4 2. De8 matt 

2. Dd7 Ld3 der Läufer muss f5 decken. Auf etwa Lb1 folgt Dd1 matt 

3. De6 Le4 wieder muss f5 gedeckt bleiben und De2 verhindert werden 

4. Dh3 – Schwarz ist nun im Zugzwang, er muss f3 und f5 decken 

4. … Ld3 falls 4. … Ld5 4. Df5 matt 

5. Df3 matt

Sofort 1. Dh3 scheitert an Lg4.
Guttmann stammte aus Grünberg (Schlesien) und wohnte vor dem Krieg in Berlin. Später lebte viele Jahre lang in München. 1980 zog er nach Bamberg um.